# Bayerisches Zahnärzteblatt
Das Bayerische Zahnärzteblatt (BZB) ist das amtliche Mitteilungsblatt der Bayerischen Landeszahnärztekammer. Es wird von der Bayerischen Landeszahnärztekammer (BLZK) und der Kassenzahnärztlichen Vereinigung Bayerns (KZVB) in einer Herausgebergemeinschaft veröffentlicht. Die erste Ausgabe erschien 1962.

## Inhalt
Die Zeitschrift hat einen Standardumfang von 84 Seiten und erscheint zehn Mal im Kalenderjahr. Das BZB berichtet über gesundheits- und standespolitische Themen, Praxisführung mit Abrechnungs-, Rechts- und Steuerfragen sowie Wissenschaft und zahnärztliche Fortbildung. Weitere Rubriken sind Reise und Kultur, Markt und Innovationen, Termine und amtliche Mitteilungen. Jede Ausgabe hat ein eigenes zahnmedizinisches Schwerpunktthema. Zudem informiert das BZB über das Service- und Fortbildungsangebot der Körperschaften sowie der Fortbildungsakademie der Bayerischen Landeszahnärztekammer.

## Geschichte
Die erste Ausgabe des Bayerischen Zahnärzteblatts erschien im Jahr 1962 als Mitteilungsblatt der Kassenzahnärztlichen Vereinigung Bayerns. Seit März 1963 wurde die Zeitschrift als gemeinsame Publikation der zahnärztlichen Körperschaften in Bayern veröffentlicht. Von September 1974 bis ins Jahr 1998 sowie von September 2001 bis Dezember 2004 war der Freie Verband Deutscher Zahnärzte, Landesverband Bayern, Mitherausgeber des BZB. In den Jahren 1999 bis Juni 2001 gab die Bayerische Landeszahnärztekammer ein eigenes Mitteilungsblatt heraus: Zahnärzte in Bayern (ZBay). Seit Januar 2005 erscheint das BZB in gemeinsamer Herausgeberschaft von Kammer und Kassenzahnärztlicher Vereinigung.